# Nati il 29 ottobre
| Questa pagina contiene informazioni ricavate automaticamente dalle voci biografiche con l'ausilio del template Bio e di un bot. L'aggiornamento è periodico e automatico e ricostruisce completamente la pagina. Se manca una persona in questa lista, sei pregato di non aggiungerla, ma accertati piuttosto che la sua voce biografica contenga il template Bio e che i dati anagrafici siano correttamente compilati. Se il template Bio manca, inseriscilo tu stesso o, in alternativa, metti l'avviso {{tmp\|Bio}} che ne segnala la mancanza. Se i dati riportati sono sbagliati, correggi direttamente la voce biografica; le modifiche saranno visibili in questa lista entro pochi giorni. Per chiarimenti vedi il progetto biografie. La lista contiene solo le 1.004 persone che sono citate nell'enciclopedia e per le quali è stato implementato correttamente il template Bio. Pagina aggiornata al 13 ago 2025. |

## XIV secolo(1)
- 1328 - Hongwu, imperatore cinese († 1398)

## XVI secolo(8)
- 1504 - Sin Saimdang, poetessa e calligrafa coreana († 1551)
- 1507 - Fernando Álvarez de Toledo, nobile e generale spagnolo († 1582)
- 1515 - Maria di Borbone-Vendôme, principessa francese († 1538)
- 1515 - Vincenzo Borghini, filologo, religioso e scrittore italiano († 1580)
- 1547 - Sofia Vasa, principessa svedese († 1611)
- 1560 - Cristiano I di Sassonia, principe († 1591)
- 1568 - Agnolo Monosini, linguista e presbitero italiano († 1626)
- 1596 - Antonio Glielmo, teologo italiano († 1644)

## XVII secolo(9)
- 1607 - Angelico Aprosio, letterato e scrittore italiano († 1681)
- 1629 - Agnes Block, botanica, disegnatrice e illustratrice olandese († 1704)
- 1632 - Enno Luigi della Frisia orientale, conte († 1660)
- 1640 - Giovanni Ventura Borghesi, pittore e architetto italiano († 1708)
- 1664 - Pietro Galletti, vescovo cattolico italiano († 1757)
- 1666 - Luigi Bentivoglio, nobile italiano († 1744)
- 1668 - James Littleton, militare e politico inglese († 1723)
- 1673 - Gaetano Zuanelli, vescovo cattolico italiano († 1736)
- 1687 - Giuseppe Maria Brocchi, presbitero e scrittore italiano († 1751)

## XVIII secolo(35)
- 1704 - John Byng, ammiraglio inglese († 1757)
- 1705 - Gerhard Friedrich Müller, esploratore, storico e etnografo tedesco († 1783)
- 1711 - Laura Bassi, fisica italiana († 1778)
- 1722 - Celestino Cominale, medico e scienziato italiano († 1785)
- 1725 - Giuseppe Garampi, cardinale, arcivescovo cattolico e numismatico italiano († 1792)
- 1733 - Gottfried van Swieten, nobile, librettista e mecenate olandese († 1803)
- 1735 - Margherita Sparapani Gentili Boccapadule, nobildonna e viaggiatrice italiana († 1820)
- 1740 - James Boswell, scrittore, giurista e aforista scozzese († 1795)
- 1740 - Federico Augusto di Brunswick-Wolfenbüttel-Oels, generale prussiano († 1805)
- 1746 - Carlo II Augusto del Palatinato-Zweibrücken, nobile tedesco († 1795)
- 1748 - Carlos Amarante, architetto e ingegnere portoghese († 1815)
- 1748 - Pierre-Paul Colonna de Cesari Rocca, politico e generale francese († 1829)
- 1753 - Nicola Fergola, matematico italiano († 1824)
- 1753 - Charlotte Stuart, duchessa di Albany, nobile scozzese († 1789)
- 1754 - Philipp Gottfried Gaertner, botanico e farmacista tedesco († 1825)
- 1754 - Francesco I di Erbach-Erbach, nobile, collezionista d'arte e archeologo tedesco († 1823)
- 1759 - Luigi Canali, scienziato e astronomo italiano († 1841)
- 1760 - François Peyrard, matematico, traduttore e bibliotecario francese († 1822)
- 1764 - Jean Baptiste Gridaine, presbitero francese († 1833)
- 1768 - Ivan Fëdorovič Udom, generale e nobile russo († 1821)
- 1769 - Ekaterina Fëdorovna Barjatinskaja-Dolgorukova, nobildonna russa († 1849)
- 1771 - Dmitrij Vladimirovič Golicyn, principe e generale russo († 1844)
- 1772 - Jean Henri Jaume Saint-Hilaire, naturalista francese († 1845)
- 1781 - Thomas Stewart Traill, naturalista e medico britannico († 1862)
- 1782 - Giovanni Battista Niccolini, drammaturgo italiano († 1861)
- 1783 - Cesare Sterbini, librettista italiano († 1831)
- 1784 - Vincenza Gerosa, religiosa italiana († 1847)
- 1790 - Adolph Diesterweg, educatore e politico tedesco († 1866)
- 1790 - Alessandro Massaroni, brigante italiano († 1821)
- 1791 - John Elliotson, medico e chirurgo inglese († 1868)
- 1792 - Giacomo Antonini, generale e politico italiano († 1854)
- 1794 - Giulio Aluisetti, architetto, ingegnere e incisore italiano († 1851)
- 1796 - Pietro Capei, giurista italiano († 1868)
- 1797 - Friedrich Loos, pittore, incisore e litografo austriaco († 1890)
- 1799 - Franz de Paula von Colloredo-Wallsee, diplomatico e nobile austriaco († 1859)

## XIX secolo(158)
- 1808 - Ernest de Royer, politico e magistrato francese († 1877)
- 1808 - Caterina Scarpellini, astronoma e scienziata italiana († 1873)
- 1811 - Louis Blanc, storico e politico francese († 1882)
- 1811 - Adalberto di Prussia, nobile tedesco († 1873)
- 1811 - Tito I Ricordi, editore italiano († 1888)
- 1812 - Maximilian Karl Lamoral O'Donnell, militare austriaco († 1895)
- 1812 - Giovanni Battista a Prato, abate, politico e giornalista italiano († 1883)
- 1813 - Domenico Merlo, politico italiano († 1890)
- 1813 - Eugène Pelletan, politico e scrittore francese († 1884)
- 1813 - Camille Polonceau, ingegnere francese († 1859)
- 1814 - Claude Thomas Alexis Jordan, botanico francese († 1897)
- 1815 - William Cavendish, II barone Chesham, politico inglese († 1882)
- 1816 - Ferdinando II del Portogallo, re († 1885)
- 1817 - Francis Penrose, architetto britannico († 1903)
- 1818 - Alessandro Ciaccio, patriota italiano († 1897)
- 1818 - Karl Müller, pittore tedesco († 1893)
- 1822 - Thomas Johannessen Heftye, imprenditore, politico e filantropo norvegese († 1886)
- 1822 - Mieczysław Halka Ledóchowski, cardinale e arcivescovo cattolico polacco († 1902)
- 1822 - Thrasyvoulos Zaimīs, politico greco († 1880)
- 1823 - François Bertrand, militare francese († 1878)
- 1823 - Franz Xaver von Wegele, storico tedesco († 1897)
- 1824 - Juliusz Kossak, pittore polacco († 1899)
- 1827 - Antonio Borrero, politico ecuadoriano († 1911)
- 1828 - Thomas F. Bayard, politico e avvocato statunitense († 1898)
- 1828 - Pietro Mongini, tenore italiano († 1874)
- 1831 - Giulio Cottrau, compositore italiano († 1916)
- 1831 - Othniel Charles Marsh, paleontologo statunitense († 1899)
- 1831 - John Bunyan Reeve, pastore protestante statunitense († 1916)
- 1832 - Narcisa di Gesù Martillo y Morán, religiosa ecuadoriana († 1869)
- 1833 - Celina Chludzińska Borzęcka, religiosa polacca († 1913)
- 1833 - Tommaso Maria Zigliara, cardinale, teologo e filosofo francese († 1893)
- 1837 - Abraham Kuyper, politico e teologo olandese († 1920)
- 1837 - Harriet Powers, artista statunitense († 1910)
- 1839 - Kate Dickens, pittrice britannica († 1929)
- 1839 - Diego Martelli, critico d'arte e mecenate italiano († 1896)
- 1839 - Imre Steindl, architetto ungherese († 1902)
- 1841 - Rudolph Sohm, giurista, storico e teologo tedesco († 1917)
- 1842 - Isabella Skinner Clarke-Keer, farmacista britannica († 1926)
- 1844 - Antonio Agostinelli, pallonista italiano († 1904)
- 1844 - Albert Salomon von Rothschild, banchiere, filantropo e collezionista d'arte austriaco († 1911)
- 1845 - Antonin Mercié, scultore e pittore francese († 1916)
- 1846 - Niccolò Cannicci, pittore e illustratore italiano († 1906)
- 1846 - George W. Johnson, cantante statunitense († 1914)
- 1849 - Cesare Gioppi, avvocato e politico italiano († 1933)
- 1849 - Margaret Leigh, nobildonna e scrittrice inglese († 1945)
- 1849 - Filippo Mola, pittore italiano († 1918)
- 1852 - Douglas Cochrane, XII conte di Dundonald, generale britannico († 1935)
- 1852 - Luigi Faravelli, ammiraglio italiano († 1914)
- 1852 - Maria Cristina d'Orléans († 1879)
- 1853 - Francesco Bassani, geologo, paleontologo e ittiologo italiano († 1916)
- 1853 - Eberhard Gothein, storico e economista tedesco († 1923)
- 1853 - Tommaso Mauro, politico italiano († 1939)
- 1853 - Silvestro Picardi, politico italiano († 1904)
- 1854 - Giovanni Ameglio, generale italiano († 1921)
- 1854 - Samuel Eyde, ingegnere e imprenditore norvegese († 1940)
- 1854 - Carlo Fossa Mancini, ingegnere italiano († 1931)
- 1854 - Heinrich Mayr, botanico tedesco († 1911)
- 1854 - Apel·les Mestres, illustratore, scrittore e musicista spagnolo († 1936)
- 1855 - Paul Bruchési, vescovo cattolico canadese († 1939)
- 1855 - Cirillo IX Moghabghab, vescovo cattolico e patriarca cattolico libanese († 1947)
- 1855 - Frederick Thomas Dalton, giornalista, illustratore e avvocato britannico († 1927)
- 1855 - Emil Doepler, illustratore, grafico e araldista tedesco († 1922)
- 1856 - Jacques Curie, chimico francese († 1941)
- 1857 - Licinio Barzanti, pittore italiano († 1944)
- 1857 - Marie Petipa, ballerina russa († 1930)
- 1857 - Daniele Rosa, zoologo e glottoteta italiano († 1944)
- 1857 - John Saul, irlandese († 1904)
- 1859 - Luigi Gainotti, pittore italiano († 1940)
- 1859 - Ernst Hartert, naturalista, ornitologo e zoologo tedesco († 1933)
- 1859 - Richard Hawley Tucker, astronomo statunitense († 1952)
- 1860 - Sally Bush, fotografa e filantropa statunitense († 1946)
- 1861 - Karolina Olsson, svedese († 1950)
- 1865 - J. Frank Hickey, serial killer statunitense († 1922)
- 1865 - Ivan Lamby, velista svedese († 1970)
- 1866 - Ned Doig, calciatore scozzese († 1919)
- 1866 - Antonio Luna, generale, farmacista e scienziato filippino († 1899)
- 1866 - Carl Gustav Witt, astronomo tedesco († 1946)
- 1867 - Giulio Cesare Ferrari, psichiatra e psicologo italiano († 1932)
- 1867 - Tom MacInnes, poeta e scrittore canadese († 1951)
- 1867 - Gian Carlo Messa, magistrato, giurista e politico italiano († 1945)
- 1867 - Ernesto Maria Piovella, arcivescovo cattolico italiano († 1949)
- 1870 - Gerald Duckworth, editore britannico († 1937)
- 1870 - Nicola Maldacea, attore, comico e cantante italiano († 1945)
- 1870 - Robert B. Owens, ingegnere statunitense († 1940)
- 1871 - Narziss Kaspar Ach, psicologo tedesco († 1946)
- 1872 - Mauro Amoruso-Manzari, ingegnere, architetto e urbanista italiano († 1935)
- 1873 - Lionello Hierschel de Minerbi, calciatore, tennista e politico italiano († 1937)
- 1874 - Edward Reginald Frampton, artista britannico († 1923)
- 1875 - Alva Blanchard Adams, politico statunitense († 1941)
- 1875 - Jacob Gundersen, lottatore norvegese († 1968)
- 1875 - Maria di Sassonia-Coburgo-Gotha, principessa († 1938)
- 1875 - Rebeca Matte Bello, scultrice cilena († 1929)
- 1875 - Otto Wiegand, ginnasta e multiplista tedesco († 1939)
- 1876 - Max Du Veuzit, scrittrice francese († 1952)
- 1877 - Otto Pötzl, psichiatra e neurologo austriaco († 1962)
- 1878 - Alexander von Falkenhausen, generale tedesco († 1966)
- 1878 - Julia Swayne Gordon, attrice statunitense († 1933)
- 1878 - Carl Moos, illustratore tedesco († 1959)
- 1879 - Franz von Papen, militare, politico e diplomatico tedesco († 1969)
- 1880 - Abram Ioffe, fisico russo († 1960)
- 1881 - John DeWitt, martellista statunitense († 1930)
- 1881 - Niels Christian Ditleff, diplomatico norvegese († 1956)
- 1881 - Enrico Pea, poeta, scrittore e drammaturgo italiano († 1958)
- 1882 - Narciso de Esténaga y Echevarría, vescovo cattolico spagnolo († 1936)
- 1882 - Francesco Di Vittorio, religioso italiano († 1920)
- 1882 - Jenő Fuchs, schermidore ungherese († 1955)
- 1882 - Jean Giraudoux, scrittore e commediografo francese († 1944)
- 1882 - Emilio Grandinetti, sindacalista, attivista e giornalista italiano († 1964)
- 1883 - Alfred Gindrat, calciatore francese († 1951)
- 1883 - Victor Hochepied, nuotatore francese († 1966)
- 1884 - Corrado Govoni, poeta italiano († 1965)
- 1884 - Pasquale Lagravinese, avvocato e politico italiano († 1963)
- 1884 - Winifred Ward, scrittrice e docente statunitense († 1975)
- 1885 - Eugenio Colmo, pittore e illustratore italiano († 1967)
- 1885 - Lajos Tihanyi, pittore e litografo ungherese († 1938)
- 1886 - Paolo Greco, politico italiano († 1973)
- 1886 - Martin Gusinde, presbitero e etnologo austriaco († 1969)
- 1886 - George Cornelius O'Kelly, lottatore irlandese († 1947)
- 1887 - Ruggero Albanese, giornalista e dirigente sportivo italiano († 1951)
- 1887 - Casimiro Buttini, militare e aviatore italiano († 1959)
- 1887 - Arturo Nannizzi, botanico italiano († 1961)
- 1887 - János Scheffler, vescovo cattolico rumeno († 1952)
- 1887 - János Vanicsek, allenatore di calcio e calciatore ungherese († 1969)
- 1888 - Eliseo Brown, calciatore argentino
- 1888 - Luigi Galimberti, liutaio italiano († 1957)
- 1888 - Angelo Nicolato, politico e oculista italiano († 1961)
- 1889 - Cosmo D'Angeli, pittore e scultore italiano († 1968)
- 1889 - Li Dazhao, politico, rivoluzionario e bibliotecario cinese († 1927)
- 1889 - Edgar Puaud, ufficiale francese († 1945)
- 1889 - Edward Wadsworth, pittore inglese († 1949)
- 1890 - Hans-Valentin Hube, generale tedesco († 1944)
- 1890 - Alfredo Ottaviani, cardinale e arcivescovo cattolico italiano († 1979)
- 1891 - Fanny Brice, attrice e cantante statunitense († 1951)
- 1892 - Lola Anglada, scrittrice e disegnatrice spagnola († 1984)
- 1892 - DeWitt Coleman, aviatore e militare statunitense († 1918)
- 1892 - Recha Freier, attivista tedesca († 1984)
- 1892 - Stanisław Ostrowski, politico e medico polacco († 1982)
- 1893 - Alfredo Donelli, direttore della fotografia italiano († 1958)
- 1893 - Raf Pindi, attore e militare italiano († 1955)
- 1894 - Gerald Fitzgerald, presbitero statunitense († 1969)
- 1894 - Georgij Vladimirovič Ivanov, scrittore e poeta russo († 1958)
- 1895 - Vladimir Laš, calciatore russo († 1947)
- 1896 - Clodo Feltri, politico italiano († 1982)
- 1896 - Xavier Moissinac, militare e aviatore francese († 1918)
- 1896 - Giovanni Tragella, ciclista su strada e dirigente sportivo italiano († 1955)
- 1897 - Hope Emerson, attrice statunitense († 1960)
- 1897 - Joseph Goebbels, politico e giornalista tedesco († 1945)
- 1897 - Thaddée Anselme Lê Hữu Từ, vescovo cattolico vietnamita († 1967)
- 1897 - Billy Walker, calciatore e allenatore di calcio inglese († 1964)
- 1898 - Chuck Garland, tennista statunitense († 1971)
- 1899 - Ferdinando Guercilena, missionario e vescovo cattolico italiano († 1973)
- 1899 - Teresa Recchia, politica, sindacalista e rivoluzionaria italiana († 1935)
- 1899 - Akim Tamiroff, attore armeno († 1972)
- 1899 - Genevieve Tobin, attrice statunitense († 1995)
- 1900 - Andrej Bagar, attore, regista teatrale e politico slovacco († 1966)
- 1900 - Domenico Larussa, politico e avvocato italiano († 1975)
- 1900 - Rudolf Lippert, cavaliere tedesco († 1945)
- 1900 - Dinty Moore, hockeista su ghiaccio canadese († 1976)

## XX secolo(769)
- 1901 - Daniele Amfitheatrof, direttore d'orchestra russo († 1983)
- 1901 - Georges Moulène, calciatore francese († 1976)
- 1901 - Ana María Vela Rubio, supercentenaria spagnola († 2017)
- 1903 - Russell Bufalino, mafioso italiano († 1994)
- 1903 - Yvonne Georgi, ballerina e coreografa tedesca († 1975)
- 1903 - Mieczysław Jastrun, poeta e scrittore polacco († 1983)
- 1903 - Arturo Tabera Araoz, cardinale e arcivescovo cattolico spagnolo († 1975)
- 1904 - Randi Bakke, pattinatrice artistica su ghiaccio norvegese († 1984)
- 1904 - Carmelo Camet, schermidore argentino († 2007)
- 1904 - Thøger Nordbø, calciatore norvegese († 1994)
- 1904 - Perc Westmore, truccatore britannico († 1970)
- 1904 - Alston Wise, hockeista su ghiaccio canadese († 1984)
- 1905 - Frank Bompensiero, mafioso statunitense († 1977)
- 1905 - Henry Green, scrittore britannico († 1973)
- 1905 - Adalgisa Nery, poetessa, giornalista e politica brasiliana († 1980)
- 1905 - Raimondo Piras, poeta italiano († 1978)
- 1905 - Alice Săvulescu, botanica rumena († 1970)
- 1906 - Fredric Brown, scrittore statunitense († 1972)
- 1906 - Sisto Cavalli, calciatore svizzero († 1981)
- 1906 - Anatolij Charlampiev, judoka russo († 1979)
- 1906 - André Martin-Legeay, tennista francese († 1940)
- 1906 - Hans Refior, ufficiale tedesco († 1973)
- 1906 - Branislav Sekulić, calciatore e allenatore di calcio jugoslavo († 1968)
- 1906 - Walter Süskind, tedesco († 1945)
- 1907 - Lotfia El Nadi, aviatrice egiziana († 2002)
- 1907 - Edwige Feuillère, attrice francese († 1998)
- 1907 - Gino Lemmetti, calciatore italiano
- 1907 - Douglass Montgomery, attore statunitense († 1966)
- 1908 - Mario Trabucchi, militare e aviatore italiano († 1942)
- 1909 - Henock Abrahamsson, calciatore svedese († 1958)
- 1909 - Ivan Bek, calciatore jugoslavo († 1963)
- 1909 - Gerardo De Caro, politico italiano († 1993)
- 1909 - Giovanni La Penna, supercentenario italiano († 2020)
- 1909 - Giovanni Spiotta, calciatore italiano († 1977)
- 1909 - Raúl Villarreal, pugile argentino
- 1909 - Jack Richard Williams, politico statunitense († 1998)
- 1909 - Frank Wykoff, velocista statunitense († 1980)
- 1909 - Icilio Zuliani, calciatore italiano († 1945)
- 1910 - Alfred Jules Ayer, filosofo britannico († 1989)
- 1910 - Giorgio Lungarotti, imprenditore italiano († 1999)
- 1910 - Luis Vassini, calciatore argentino
- 1911 - Nelson Cavaquinho, cantante e compositore brasiliano († 1986)
- 1911 - Bernard Joy, calciatore e giornalista inglese († 1984)
- 1912 - Bruno Cassinari, pittore e scultore italiano († 1992)
- 1912 - Andrea De Giovanni, fotografo italiano († 1986)
- 1913 - Ludwig Damminger, calciatore tedesco († 1981)
- 1913 - Adriano Gajoni, pittore italiano († 1965)
- 1915 - Aurelio De Felice, scultore italiano († 1996)
- 1915 - Milt Fankhouser, pilota automobilistico statunitense († 1970)
- 1915 - Umile Francesco Peluso, politico italiano († 2013)
- 1915 - Juozas Žukas, cestista e tennista lituano († 1981)
- 1916 - Hadda Brooks, pianista, cantante e compositrice statunitense († 2002)
- 1917 - Birger Rosengren, calciatore svedese († 1977)
- 1917 - Eddie Constantine, attore e cantante statunitense († 1993)
- 1917 - Edgardo Fulgencio, cestista filippino († 2004)
- 1917 - Harold Garfinkel, sociologo statunitense († 2011)
- 1918 - Gündüz Kılıç, allenatore di calcio e calciatore turco († 1980)
- 1918 - Tommaso Paloscia, giornalista, critico d'arte e storico dell'arte italiano († 2005)
- 1918 - Diana Serra Cary, attrice statunitense († 2020)
- 1918 - Daniele Sette, fisico italiano († 2013)
- 1919 - Eraldo Cabutto, militare italiano († 1942)
- 1919 - Hans Klenk, pilota automobilistico tedesco († 2009)
- 1919 - Angelo Menon, ciclista su strada italiano († 2013)
- 1919 - Anatolij Ėjngorn, pallavolista e allenatore di pallavolo sovietico († 2003)
- 1920 - Luigi Bassi, calciatore italiano
- 1920 - Baruj Benacerraf, fisiologo e immunologo venezuelano († 2011)
- 1920 - Hilda Bernard, attrice argentina († 2022)
- 1920 - Lorenzo Franchi, scrittore e giornalista italiano († 2004)
- 1920 - Guy Héraud, insegnante e giurista francese († 2003)
- 1920 - Kate Murtagh, attrice statunitense († 2017)
- 1920 - Erling Sørensen, calciatore e allenatore di calcio danese († 2002)
- 1921 - Elena Bono, scrittrice, poetessa e traduttrice italiana († 2014)
- 1921 - Jess Hahn, attore statunitense († 1998)
- 1921 - Dick Holub, cestista e allenatore di pallacanestro statunitense († 2009)
- 1921 - Ed Kemmer, attore statunitense († 2004)
- 1921 - Raffaele Soru, militare italiano († 1961)
- 1921 - Baselios Thoma Didymos I, vescovo cristiano orientale indiano († 2014)
- 1921 - Fausto Tozzi, attore e sceneggiatore italiano († 1978)
- 1922 - Arthur Apfel, pattinatore artistico su ghiaccio britannico († 2017)
- 1922 - Neal Hefti, trombettista, compositore e arrangiatore statunitense († 2008)
- 1922 - Rudolf Hoppe, chimico tedesco († 2014)
- 1922 - Roberto Michelucci, violinista italiano († 2010)
- 1922 - Aleksandr Zinov'ev, filosofo e scrittore russo († 2006)
- 1923 - Carl Djerassi, chimico e scrittore austriaco († 2015)
- 1923 - Gerda van der Kade-Koudijs, lunghista, velocista e ostacolista olandese († 2015)
- 1924 - Francesco Cubeddu, cantante italiano († 2017)
- 1924 - Hal Haskins, cestista statunitense († 2003)
- 1924 - Zbigniew Herbert, poeta, saggista e drammaturgo polacco († 1998)
- 1924 - Danielle Mitterrand, first lady francese († 2011)
- 1925 - Geraldine Brooks, attrice statunitense († 1977)
- 1925 - Eugenio Galdieri, architetto italiano († 2010)
- 1925 - William Gladstone, VII baronetto, militare e insegnante britannico († 2018)
- 1925 - Jānis Grīnbergs, cestista, allenatore di pallacanestro e allenatore di pallamano lettone († 2013)
- 1925 - Hiroyuki Hamada, karateka e maestro di karate giapponese († 2003)
- 1925 - Robert Hardy, attore britannico († 2017)
- 1925 - Klaus Roth, matematico britannico († 2015)
- 1925 - Zoot Sims, sassofonista statunitense († 1985)
- 1925 - Giacomo Ulivi, partigiano italiano († 1944)
- 1926 - Maurice Blomme, ciclista su strada e pistard belga († 1980)
- 1926 - Clemente Bovi, militare italiano († 1959)
- 1926 - Necmettin Erbakan, politico turco († 2011)
- 1926 - Enzo Polito, pallanuotista italiano († 2004)
- 1926 - Margaret Sheridan, attrice statunitense († 1982)
- 1926 - Jon Vickers, tenore canadese († 2015)
- 1927 - Giacinto Goldaniga, calciatore italiano († 1983)
- 1927 - Alfred Leslie, pittore, scultore e regista statunitense († 2023)
- 1927 - George Nick Nichopoulos, medico statunitense († 2016)
- 1927 - Frank Sedgman, ex tennista australiano
- 1927 - Pio Vennettilli, canoista italiano († 1976)
- 1927 - Howie Williams, cestista statunitense († 2004)
- 1928 - Ben Chapman, attore statunitense († 2008)
- 1928 - Caterina Durante, giornalista, scrittrice e insegnante italiana († 2004)
- 1928 - Karl Giesser, calciatore austriaco († 2010)
- 1928 - Sherwin Raiken, cestista statunitense († 2009)
- 1929 - Franco Bassani, fisico italiano († 2008)
- 1929 - Stefan Majer, cestista e allenatore di pallacanestro polacco († 2020)
- 1929 - Evžen Plocek, patriota cecoslovacco († 1969)
- 1929 - Evgenij Maksimovič Primakov, politico russo († 2015)
- 1930 - Bertha Brouwer, velocista olandese († 2006)
- 1930 - Bob Campbell, fotografo britannico († 2014)
- 1930 - Moshe Daniel, cestista e allenatore di pallacanestro israeliano († 2020)
- 1930 - Geraldo Del Rey, attore brasiliano († 1993)
- 1930 - Niki de Saint Phalle, pittrice, scultrice e regista francese († 2002)
- 1930 - Charles Geerts, calciatore belga († 2015)
- 1930 - Omara Portuondo, cantante cubana
- 1931 - Doug Bolstorff, cestista statunitense († 2021)
- 1931 - Gilbert Gascard, fumettista francese († 2010)
- 1931 - Franco Interlenghi, attore italiano († 2015)
- 1932 - Antonino Calarco, giornalista e politico italiano († 2020)
- 1932 - Dick Garmaker, cestista statunitense († 2020)
- 1932 - Ronald Brooks Kitaj, pittore statunitense († 2007)
- 1932 - Ted Nash, canottiere statunitense († 2021)
- 1932 - Alex Soler-Roig, ex pilota automobilistico spagnolo
- 1932 - Věra Suchánková, pattinatrice artistica su ghiaccio cecoslovacca († 2004)
- 1933 - William Harrison, scrittore e sceneggiatore statunitense († 2013)
- 1933 - Italo Moretti, giornalista e saggista italiano († 2020)
- 1933 - Alex Wilson, calciatore scozzese († 2010)
- 1934 - Yves Cornière, compositore francese († 2011)
- 1934 - Cesare Questa, latinista e filologo classico italiano († 2016)
- 1934 - Andreas Resch, teologo e psicologo italiano
- 1934 - Riccardo II di Sayn-Wittgenstein-Berleburg, nobile tedesco († 2017)
- 1935 - Rudy Clark, cantautore statunitense († 2020)
- 1935 - Eddie Hopkinson, calciatore e allenatore di calcio inglese († 2004)
- 1935 - Michael Jayston, attore britannico († 2024)
- 1935 - Pietro Longo, politico italiano
- 1935 - André Nelis, velista belga († 2012)
- 1935 - Isao Takahata, regista, sceneggiatore e produttore cinematografico giapponese († 2018)
- 1935 - Peter Watkins, regista e sceneggiatore inglese
- 1936 - Eugenio Barba, regista teatrale italiano
- 1936 - Pier Giacomo Grampa, vescovo cattolico italiano
- 1936 - Gianni Grossi, calciatore italiano († 2012)
- 1936 - Akiko Kojima, modella giapponese
- 1936 - Bruno Randazzo, politico italiano († 2012)
- 1936 - Frankie Zammit, ex calciatore maltese
- 1937 - Rauf Abdullayev, direttore d'orchestra e docente azero
- 1937 - Berta Kolokol'ceva, ex pattinatrice di velocità su ghiaccio sovietica
- 1937 - Alan Peacock, calciatore inglese († 2025)
- 1938 - Humberto Arguedas, ex calciatore peruviano
- 1938 - Ralph Bakshi, regista e animatore statunitense
- 1938 - Franco Coppi, avvocato e giurista italiano
- 1938 - Ellen Johnson Sirleaf, politica, economista e imprenditrice liberiana
- 1938 - Teodoro Luña, ex calciatore peruviano
- 1938 - Riccardo Marasco, cantautore italiano († 2015)
- 1938 - Wilbert McClure, pugile statunitense († 2020)
- 1938 - Giovanni Palamara, politico e avvocato italiano († 2017)
- 1939 - Francesco Casaretti, attore, regista e commediografo italiano
- 1939 - Gaetano Compagnino, critico letterario italiano († 2004)
- 1939 - Roberto Della Torre, politico italiano
- 1939 - Shū Kamo, dirigente sportivo, ex calciatore e allenatore di calcio giapponese
- 1939 - Hideko Mizuno, fumettista giapponese
- 1939 - Claudio Perone, produttore cinematografico e attore italiano
- 1940 - Frida Boccara, cantante francese († 1996)
- 1940 - Milli Graffi, poetessa, scrittrice e traduttrice italiana († 2020)
- 1940 - Connie Mack III, ex politico statunitense
- 1940 - Heinrich Mussinghoff, vescovo cattolico tedesco
- 1940 - Nuzha del Marocco, principessa marocchina († 1977)
- 1940 - Jack Shepherd, attore, drammaturgo e regista teatrale inglese
- 1940 - Xavier Stierli, ex calciatore svizzero
- 1940 - Iōannīs Theōnas, politico greco († 2021)
- 1940 - Valentín Uriona, ciclista su strada spagnolo († 1967)
- 1940 - Willard Weston, imprenditore canadese († 2021)
- 1941 - Roberto Cassola, politico italiano († 2011)
- 1941 - Michail Lavrovskij, ex ballerino, coreografo e direttore artistico sovietico
- 1941 - Yvon Moreau, vescovo cattolico canadese
- 1941 - Pepetela, scrittore angolano
- 1941 - Viktor Zinger, hockeista su ghiaccio sovietico († 2013)
- 1942 - Vincenza Bono, politica italiana
- 1942 - Claudio De Davide, attore, doppiatore e direttore del doppiaggio italiano
- 1942 - James McMorran, ex calciatore scozzese
- 1942 - James Orange, attivista statunitense († 2008)
- 1942 - Jan Pieterse, ex ciclista su strada olandese
- 1942 - Bob Ross, pittore, militare e personaggio televisivo statunitense († 1995)
- 1942 - Francesca Vacca Agusta, nobile italiana († 2001)
- 1943 - Henny Ardesch, calciatore olandese († 2019)
- 1943 - Salvatore Carmando, fisioterapista italiano
- 1943 - Alberto D'Amico, cantautore italiano († 2020)
- 1943 - Christopher Cain, regista e sceneggiatore statunitense
- 1943 - Norman Hunter, calciatore e allenatore di calcio inglese († 2020)
- 1943 - Dušan Ivković, allenatore di pallacanestro e cestista serbo († 2021)
- 1943 - Wolfgang Kosack, egittologo e traduttore tedesco
- 1943 - Margaret Nolan, attrice e modella britannica († 2020)
- 1943 - Slavej Rajčev, cestista bulgaro
- 1943 - Claude Sadio, ex cestista senegalese
- 1943 - Don Simpson, produttore cinematografico statunitense († 1996)
- 1944 - Berta Ambrož, cantante slovena († 2003)
- 1944 - Denny Laine, cantautore e polistrumentista britannico († 2023)
- 1944 - Fausto Leali, cantautore italiano
- 1944 - Nelson Motta, giornalista, produttore discografico e compositore brasiliano
- 1944 - Giampiero Rosanna, giocatore di biliardo italiano († 2024)
- 1944 - Héctor Santos, calciatore uruguaiano († 2019)
- 1944 - Amedeo Vergani, giornalista e fotoreporter italiano († 2010)
- 1945 - Emilio Soriano Aladrén, ex arbitro di calcio spagnolo
- 1945 - Antonio Calmon, regista e sceneggiatore brasiliano
- 1945 - Mick Gallagher, tastierista inglese
- 1945 - Guðmundur Gunnarsson, politico islandese
- 1945 - Melba Moore, attrice, cantante e musicista statunitense
- 1945 - Leonard Lake, serial killer statunitense († 1985)
- 1945 - Kōhei Oguri, regista e sceneggiatore giapponese
- 1945 - Gianni Pettenati, cantante e critico musicale italiano († 2025)
- 1945 - Norris Webb, ex cestista panamense
- 1946 - An Se-bok, ex calciatore nordcoreano
- 1946 - Ángel Bargas, ex calciatore argentino
- 1946 - Bob Bingham, cantante e attore statunitense († 2025)
- 1946 - Dara Birnbaum, artista statunitense († 2025)
- 1946 - André Dierickx, ex ciclista su strada belga
- 1946 - Peter Green, chitarrista e cantante britannico († 2020)
- 1946 - Oscar Más, ex calciatore argentino
- 1946 - Vahidin Musemić, calciatore jugoslavo († 2023)
- 1946 - Armando Savini, cantante italiano
- 1946 - Roberto Soffici, cantautore italiano
- 1947 - André Carpentier, scrittore canadese
- 1947 - Ennio Cavalli, poeta, giornalista e scrittore italiano
- 1947 - Richard Dreyfuss, attore statunitense
- 1947 - Fernando Fratarcangeli, giornalista, scrittore e critico musicale italiano
- 1947 - Þorsteinn Pálsson, politico islandese
- 1947 - José Quintanilla, calciatore salvadoregno († 1977)
- 1947 - Mimmo Rafele, regista e sceneggiatore italiano
- 1947 - Stephan Schmidheiny, imprenditore svizzero
- 1947 - Ferdel Schröder, politico belga († 2013)
- 1947 - Coline Serreau, regista, sceneggiatrice e attrice francese
- 1947 - Robert Service, storico britannico
- 1948 - Charles Bo, cardinale e arcivescovo cattolico birmano
- 1948 - Kate Jackson, attrice statunitense
- 1948 - Fausto Maifredi, dirigente sportivo italiano
- 1948 - Alberto Mantovani, patologo, immunologo e divulgatore scientifico italiano
- 1948 - Marc Perrin de Brichambaut, giudice francese
- 1948 - Joanne Sargent, ex cestista canadese
- 1948 - Valeria Sarmiento, montatrice, regista e sceneggiatrice cilena
- 1948 - Frans de Waal, etologo olandese († 2024)
- 1949 - Giovanna Milella, giornalista e conduttrice televisiva italiana
- 1949 - Paul Orndorff, wrestler statunitense († 2021)
- 1949 - David Paton, bassista britannico
- 1949 - James Williamson, chitarrista, compositore e produttore discografico statunitense
- 1950 - Mick Docherty, ex calciatore e allenatore di calcio inglese
- 1950 - Rino Gaetano, cantautore italiano († 1981)
- 1950 - Abdullah Gül, politico e economista turco
- 1950 - Raffaele Lombardo, politico italiano
- 1950 - Jeff Simpson, ex tennista neozelandese
- 1951 - Stewart Barrowclough, ex calciatore inglese
- 1951 - Patrizia Casagrande Esposto, politica italiana († 2017)
- 1951 - Dirk Kempthorne, politico statunitense
- 1951 - Christine Matison, ex tennista australiana
- 1951 - Tiff Needell, pilota automobilistico e conduttore televisivo britannico
- 1952 - Byron Bertram, ex tennista sudafricano
- 1952 - Marcia Fudge, politica statunitense
- 1952 - Fiorella Infascelli, regista e sceneggiatrice italiana
- 1952 - Esther Robertson, ex arciera italiana
- 1952 - Udo Schmuck, allenatore di calcio e ex calciatore tedesco orientale
- 1952 - Ivan Ivanovič Solovov, regista russo
- 1952 - Valerij Ivanovič Tokarev, cosmonauta russo
- 1953 - Sura Berditchevsky, attrice e scrittrice brasiliana
- 1953 - Robert Brisart, filosofo belga († 2015)
- 1953 - Margie Moran, modella filippina
- 1953 - Mauro Moretti, dirigente pubblico italiano
- 1953 - Denis Potvin, ex hockeista su ghiaccio canadese
- 1954 - Bert Bowery, ex calciatore inglese
- 1954 - Lee Child, scrittore britannico
- 1954 - Paul Di Filippo, autore di fantascienza statunitense
- 1954 - Alois Estermann, ufficiale svizzero († 1998)
- 1954 - Herman Frazier, ex velocista statunitense
- 1954 - Scott Jaeck, attore statunitense
- 1954 - Marco Magnifico Fracaro, storico dell'arte e docente italiano
- 1954 - Pedro Rodrigues Filho, serial killer brasiliano († 2023)
- 1954 - Hisao Sekiguchi, ex calciatore giapponese
- 1954 - Siegrun Siegl, ex multiplista e lunghista tedesca
- 1955 - Alan De Luca, attore, comico e trasformista italiano
- 1955 - Kevin DuBrow, cantante statunitense († 2007)
- 1955 - Miho Dukov, ex lottatore bulgaro
- 1955 - Dan Harrigan, ex nuotatore statunitense
- 1955 - J.T. Smith, giocatore di football americano statunitense
- 1955 - Tim Norell, tastierista, compositore e produttore discografico svedese († 2023)
- 1955 - Roger O'Donnell, pianista e tastierista inglese
- 1955 - Massimo Pazzini, francescano e biblista italiano
- 1956 - Agim Cana, ex calciatore albanese
- 1956 - Wilfredo Gómez, ex pugile portoricano
- 1956 - Luigi Ernesto Palletti, vescovo cattolico italiano
- 1956 - Kazuyo Sejima, architetta giapponese
- 1956 - Masayuki Suo, regista e sceneggiatore giapponese
- 1957 - José António, allenatore di calcio e calciatore portoghese († 2005)
- 1957 - Dan Castellaneta, attore e doppiatore statunitense
- 1957 - Toni Childs, cantautrice e musicista statunitense
- 1957 - Massimo Donà, filosofo e musicista italiano
- 1957 - Gian Luca Favetto, scrittore, giornalista e drammaturgo italiano
- 1957 - Kelly Garni, bassista statunitense
- 1957 - Chris Lebenzon, montatore statunitense
- 1957 - Walter Natynczyk, generale canadese
- 1957 - Sofia di Romania, principessa rumena
- 1957 - John Stroud, ex cestista statunitense
- 1957 - Mike Varney, produttore discografico statunitense
- 1958 - Silvestro Baldacci, ex calciatore italiano
- 1958 - Terry Boyle, ex calciatore gallese
- 1958 - Charlie Brown, ex giocatore di football americano statunitense
- 1958 - Bobby Chen, cantante e produttore discografico taiwanese
- 1958 - Teresa Komorowska, ex cestista e allenatrice di pallacanestro polacca
- 1958 - Ann-Marie MacDonald, scrittrice, attrice e librettista canadese
- 1958 - Claudio Sabatini, imprenditore e dirigente sportivo italiano
- 1958 - Paolo Sassanelli, attore, sceneggiatore e regista italiano
- 1959 - Maria Leitner, giornalista, conduttrice televisiva e telecronista sportiva italiana
- 1959 - Ernesto Lomasti, alpinista italiano († 1979)
- 1959 - John Magufuli, politico tanzaniano († 2021)
- 1959 - Kuniharu Nakamoto, ex calciatore giapponese
- 1959 - Mark Nichols, ex giocatore di football americano statunitense
- 1959 - Steen-Michael Petersen, ex ciclista su strada danese
- 1960 - Lídia Brondi, attrice brasiliana
- 1960 - José Luis Canto Sosa, vescovo cattolico messicano
- 1960 - Mike Carter, ex pesista e ex giocatore di football americano statunitense
- 1960 - Maria Teresa Casella, scrittrice italiana
- 1960 - Agim Çeku, politico kosovaro
- 1960 - Fabiola Gianotti, fisica italiana
- 1960 - Detlev Grabs, ex nuotatore tedesco orientale
- 1960 - Finola Hughes, attrice e ballerina inglese
- 1960 - Vladımır Kım, imprenditore kazako
- 1960 - Manolo, ex calciatore spagnolo
- 1961 - Per-Inge Bengtsson, ex canoista svedese
- 1961 - Remco Boere, allenatore di calcio e ex calciatore olandese
- 1961 - Marina Di Guardo, scrittrice italiana
- 1961 - Denis Evstigneev, regista sovietico
- 1961 - George Fernandez, allenatore di calcio, ex calciatore e ex giocatore di calcio a 5 statunitense
- 1961 - Tonči Huljić, cantante croato
- 1961 - Randy Jackson, cantautore, polistrumentista e ballerino statunitense
- 1961 - Fatemeh Motamed Aria, attrice iraniana
- 1961 - Cornelia Oschkenat, ex ostacolista e velocista tedesca
- 1961 - Gabriele Pennacchioli, fumettista e animatore italiano
- 1961 - Richard Schroeder, ex nuotatore statunitense
- 1961 - McKinley Singleton, ex cestista statunitense
- 1962 - Sergio Carossio, ex rugbista a 15 e fisioterapista argentino
- 1962 - Cassandra Crumpton, ex cestista statunitense
- 1962 - Giampaolo Dianin, vescovo cattolico italiano
- 1962 - René Pollesch, regista teatrale, scrittore e drammaturgo tedesco († 2024)
- 1962 - Yahya Sinwar, politico e terrorista palestinese († 2024)
- 1962 - Marioara Trașcă, ex canottiera rumena
- 1963 - Damian Chapa, attore statunitense
- 1963 - Kristján Jónsson, ex calciatore islandese
- 1963 - Richard Langin, attore pornografico francese
- 1963 - Ottomix, disc jockey italiano
- 1963 - Tim Minear, sceneggiatore, regista e produttore televisivo statunitense
- 1963 - Brendan Mullin, ex rugbista a 15 e imprenditore irlandese
- 1963 - Ėl'vira Nabiullina, economista, banchiera e politica russa
- 1963 - Qu Dongyu, politico cinese
- 1963 - Alexandra Simons de Ridder, cavallerizza tedesca
- 1963 - Marek Sobczyński, cestista polacco († 1998)
- 1964 - Dawn DeNoon, sceneggiatrice statunitense
- 1964 - Yasmin Le Bon, supermodella inglese
- 1964 - Anthony Mosse, ex nuotatore neozelandese
- 1964 - Luciana Littizzetto, comica, attrice e conduttrice radiofonica italiana
- 1964 - Nebojša Novaković, allenatore di calcio e ex calciatore bosniaco
- 1964 - Germar Rudolf, chimico tedesco
- 1964 - Stevan Stojanović, ex calciatore jugoslavo
- 1964 - Andreas Wagenhaus, ex calciatore tedesco orientale
- 1964 - Xu Yongjiu, ex marciatrice cinese
- 1964 - Marco Antonio Órdenes Fernández, vescovo cattolico cileno
- 1965 - Daniele Benati, cantante, compositore e produttore discografico italiano
- 1965 - Eddy Huntington, cantante britannico
- 1965 - Yasutomo Nagai, pilota motociclistico giapponese († 1995)
- 1965 - Paolo Parpaglione, sassofonista italiano
- 1965 - Massimo Quezel, scrittore italiano
- 1965 - Toussaint Rabenala, ex triplista malgascio
- 1965 - Horacio Rodríguez Larreta, politico e economista argentino
- 1965 - Riccardo Stacchini, ex sciatore alpino sammarinese
- 1966 - Glenn Berggoetz, attore, regista e scrittore statunitense
- 1966 - Ian Durrant, ex calciatore scozzese
- 1966 - Liu Boming, astronauta cinese
- 1967 - Thorsten Fink, allenatore di calcio e ex calciatore tedesco
- 1967 - Joely Fisher, attrice statunitense
- 1967 - Paris, rapper e produttore discografico statunitense
- 1967 - Roberto Ripa, dirigente sportivo e ex calciatore italiano
- 1967 - Rufus Sewell, attore britannico
- 1968 - Sean Albertson, montatore e produttore cinematografico statunitense
- 1968 - Kenneth Brokenburr, ex velocista statunitense
- 1968 - Enzo Salvatore Brusca, mafioso e collaboratore di giustizia italiano
- 1968 - Kazuki Kaneshiro, scrittore e sceneggiatore giapponese
- 1968 - Johann Olav Koss, ex pattinatore di velocità su ghiaccio norvegese
- 1968 - Grayson McCouch, attore statunitense
- 1968 - Tsunku, produttore discografico, compositore e cantautore giapponese
- 1968 - Peter Wynhoff, allenatore di calcio e ex calciatore tedesco
- 1968 - Nenei, ex calciatore brasiliano
- 1969 - Miroslav Bičanić, ex calciatore croato
- 1969 - Daniele Ceva, comico italiano
- 1969 - Gino De Weirdt, ex ciclista su strada belga
- 1969 - Giōrgos Dōnīs, allenatore di calcio e ex calciatore greco
- 1969 - Fulvio Giuliani, giornalista, conduttore radiofonico e conduttore televisivo italiano
- 1969 - Roni Size, produttore discografico e disc jockey britannico
- 1969 - Jim Messina, politico statunitense
- 1969 - Serenity, ex attrice pornografica statunitense
- 1969 - Giovanni Setti, ex cestista e dirigente sportivo italiano
- 1969 - Heidi Voelker, ex sciatrice alpina statunitense
- 1970 - Juan Castillo Balcázar, ex calciatore cileno
- 1970 - Phillip Cocu, allenatore di calcio e ex calciatore olandese
- 1970 - Antonio Criniti, dirigente sportivo, allenatore di calcio e ex calciatore italiano
- 1970 - Huang Wen-Po, ex giocatore di baseball taiwanese
- 1970 - Anthony Lormor, ex calciatore inglese
- 1970 - Mike Mullins, ex rugbista a 15 e allenatore di rugby a 15 neozelandese
- 1970 - Sompong Phungphook, ex giocatore di calcio a 5 thailandese
- 1970 - Andrea Piccioni, percussionista italiano
- 1970 - Krzysztof Raczkowski, batterista polacco († 2005)
- 1970 - Edwin van der Sar, dirigente sportivo e ex calciatore olandese
- 1970 - Silvia Tea Spinelli, dirigente sportiva e ex arbitro di calcio italiana
- 1970 - Christopher Thorpe, ex slittinista statunitense
- 1971 - Murat Aygen, attore turco
- 1971 - Chiara Badano, beata italiana († 1990)
- 1971 - Daniel J. Bernstein, matematico e informatico statunitense
- 1971 - Massimiliano Giornetti, stilista e designer italiano
- 1971 - Ma Huateng, imprenditore cinese
- 1971 - Jean-Pierre Martins, attore e musicista francese
- 1971 - Valérie Masson-Delmotte, ingegnere e climatologa francese
- 1971 - Carlo Nervo, imprenditore e ex calciatore italiano
- 1971 - Bogdan Olteanu, avvocato e politico rumeno
- 1971 - Winona Ryder, attrice statunitense
- 1971 - Dörte Thümmler, ex ginnasta tedesca
- 1971 - Caroline Viau, ex sciatrice alpina canadese
- 1972 - Rhonda Blades, ex cestista e allenatrice di pallacanestro statunitense
- 1972 - Sue Day, rugbista a 15, dirigente d'azienda e dirigente sportiva britannica
- 1972 - Narcisse Ewodo, ex cestista camerunese
- 1972 - David Grindley, velocista britannico
- 1972 - Patrizia Laquidara, cantautrice italiana
- 1972 - Rodion Luka, ex velista ucraino
- 1972 - Badr Salem Nayef, ex sollevatore bulgaro
- 1972 - Daniele Persegani, cuoco, docente e conduttore televisivo italiano
- 1972 - Florencia Raggi, attrice argentina
- 1972 - Tracee Ellis Ross, attrice statunitense
- 1972 - Sandro Tomić, allenatore di calcio e ex calciatore croato
- 1972 - Gabrielle Union, attrice e ex modella statunitense
- 1972 - Legna Verdecia, ex judoka cubana
- 1973 - Tom Baxter, cantautore britannico
- 1973 - Vonetta Flowers, bobbista statunitense
- 1973 - Torjus Hansén, ex calciatore norvegese
- 1973 - Bence Juhász, ex schermidore ungherese
- 1973 - Masakiyo Maezono, ex calciatore giapponese
- 1973 - Michelle Marciniak, ex cestista e allenatrice di pallacanestro statunitense
- 1973 - Robert Pirès, ex calciatore francese
- 1973 - Pierre Png, attore singaporiano
- 1973 - Dmitrij Sinicyn, ex combinatista nordico russo
- 1973 - Karel Snoeckx, ex calciatore belga
- 1974 - Marco Ambrogioni, ex calciatore italiano
- 1974 - Luca Beccari, politico sammarinese
- 1974 - R.A. Dickey, ex giocatore di baseball statunitense
- 1974 - Eric Gales, cantante e chitarrista statunitense
- 1974 - Erik Johansson, pentatleta svedese
- 1974 - Zdeněk Kudrna, allenatore di hockey su ghiaccio e ex hockeista su ghiaccio ceco
- 1974 - Karine Laurent Philippot, ex fondista francese
- 1974 - Alexandre Lopes, allenatore di calcio e ex calciatore brasiliano
- 1974 - Tim Matthews, atleta paralimpico australiano
- 1974 - Lisa McShea, ex tennista australiana
- 1974 - Albert Nađ, allenatore di calcio, dirigente sportivo e ex calciatore serbo
- 1974 - Antōnīs Nikolaou, ex calciatore cipriota
- 1974 - Yurdaer Okur, attore e regista teatrale turco
- 1975 - Frank Baumann, dirigente sportivo e ex calciatore tedesco
- 1975 - George Byrd, ex cestista statunitense
- 1975 - Costanzo Della Porta, politico italiano
- 1975 - Christian Gómez, ex calciatore ecuadoriano
- 1975 - Aksel Hennie, attore norvegese
- 1975 - Jon Lucas e Scott Moore, sceneggiatore statunitense
- 1975 - Angus MacLane, sceneggiatore, regista e animatore statunitense
- 1975 - Ruslan Stefančuk, politico ucraino
- 1975 - Michael Schur, sceneggiatore, produttore televisivo e regista statunitense
- 1975 - Viorica Susanu, canottiera rumena
- 1975 - Kolya Yepranosyan, ex calciatore armeno
- 1976 - Tony Coyle, ex calciatore sudafricano
- 1976 - Stephen Craigan, allenatore di calcio e ex calciatore nordirlandese
- 1976 - Milena Govich, attrice e regista statunitense
- 1976 - Andrés Grande, ex calciatore argentino
- 1976 - Dameon Johnson, ex velocista statunitense
- 1976 - Hanna Kanapackaja, politica, avvocatessa e imprenditrice bielorussa
- 1976 - Anita Pistone, ex velocista italiana
- 1976 - Williams Reyes, calciatore salvadoregno
- 1976 - Kurt Sulzenbacher, ex sciatore alpino italiano
- 1976 - Xu Yuhua, scacchista cinese
- 1977 - Jon Abrahams, attore statunitense
- 1977 - Jorge Sebastian Baratteri, ex calciatore argentino
- 1977 - Nora Bicet, ex giavellottista cubana
- 1977 - Juraj Czinege, ex calciatore slovacco
- 1977 - Marco Di Gioia, conduttore televisivo, conduttore radiofonico e scrittore italiano
- 1977 - Brendan Fehr, attore canadese
- 1977 - Vaggelīs Kaounos, ex calciatore greco
- 1977 - Leandro Simi, ex giocatore di calcio a 5 brasiliano
- 1977 - Aistė Smilgevičiūtė, cantante lituana
- 1978 - Rob Aston, rapper statunitense
- 1978 - Pippo Crotti, attore e comico italiano
- 1978 - Wálter Flores, allenatore di calcio e ex calciatore boliviano
- 1978 - Martin Lel, maratoneta keniota
- 1978 - Kelly Smith, allenatrice di calcio e ex calciatrice inglese
- 1978 - So Min-chol, ex calciatore nordcoreano
- 1978 - Marco Zullo, politico italiano
- 1978 - Alwin de Prins, ex nuotatore lussemburghese
- 1979 - Igor Duljaj, ex calciatore serbo
- 1979 - Fabrice Fernandes, ex calciatore francese
- 1979 - Andrew Lee Potts, attore britannico
- 1979 - Hollis Price, ex cestista, allenatore di pallacanestro e dirigente sportivo statunitense
- 1980 - Nadzeja Astroŭskaja, ex tennista bielorussa
- 1980 - Francesco Bauco, attore italiano
- 1980 - Michele Boyd, attrice statunitense
- 1980 - Ángel Carreño, ex calciatore cileno
- 1980 - Miguel Cotto, ex pugile portoricano
- 1980 - Ben Foster, attore statunitense
- 1980 - Kaine Robertson, ex rugbista a 15 neozelandese
- 1980 - Georgiy Tsurtsumia, ex lottatore kazako
- 1980 - Choppa, rapper statunitense
- 1980 - Francesco Valiani, allenatore di calcio e ex calciatore italiano
- 1980 - Rune Wiken, calciatore norvegese
- 1981 - João Paulo Lopes Batista, ex cestista brasiliano
- 1981 - Amanda Beard, ex nuotatrice e modella statunitense
- 1981 - Daniel Feuerriegel, attore australiano
- 1981 - Giōrgos Fōtakīs, ex calciatore greco
- 1981 - Alhaji Mohammed, ex cestista statunitense
- 1981 - Ruslan Muchametšin, allenatore di calcio e ex calciatore russo
- 1981 - Misleydis Oña, schermitrice cubana
- 1981 - Ruslan Rotan', allenatore di calcio e ex calciatore ucraino
- 1981 - Calum Willock, ex calciatore nevisiano
- 1981 - Arbana Xharra, giornalista kosovara
- 1981 - Lene Alexandra, cantante norvegese
- 1982 - Fredrik Dahm, calciatore norvegese
- 1982 - Thomas Dantone, ex hockeista su ghiaccio italiano
- 1982 - Thaïs Henríquez, sincronetta spagnola
- 1982 - Ariel Lin, cantante e attrice taiwanese
- 1982 - Matthew Pennycook, politico inglese
- 1982 - Frazer Richardson, ex calciatore inglese
- 1982 - Dominique Rollin, ex ciclista su strada canadese
- 1982 - Laëtitia Salles, ex rugbista a 15 francese
- 1982 - Chelan Simmons, attrice e ex modella canadese
- 1982 - Mariona Tena, attrice e modella spagnola
- 1982 - Luis Yanes, ex calciatore colombiano
- 1982 - Nikolaj Čebot'ko, fondista kazako († 2021)
- 1983 - Dillon Casey, attore statunitense
- 1983 - Jakub Dłoniak, cestista polacco
- 1983 - Freddy Eastwood, ex calciatore gallese
- 1983 - Dana Eveland, giocatore di baseball statunitense
- 1983 - Malik Fathi, ex calciatore tedesco
- 1983 - Gintaras Leonavičius, ex cestista lituano
- 1983 - Johnny Lewis, attore statunitense († 2012)
- 1983 - Jérémy Mathieu, ex calciatore francese
- 1983 - Olivia Pinheiro, modella colombiana
- 1983 - Nurcan Taylan, ex sollevatrice turca
- 1983 - Damien Varley, rugbista a 15 irlandese
- 1983 - Maria Iole Volpi, calciatrice e allenatrice di calcio italiana
- 1983 - Tanisha Wright, ex cestista e allenatrice di pallacanestro statunitense
- 1983 - Zhang Xiaoni, ex cestista cinese
- 1984 - Sulaiman Said Al-Shikairi, calciatore omanita
- 1984 - Ahmed Darwish, calciatore saudita
- 1984 - Savannah Gold, attrice pornografica britannica († 2011)
- 1984 - Álvaro González, ex calciatore uruguaiano
- 1984 - Mario Henderson, giocatore di football americano statunitense († 2020)
- 1984 - Rogier Jansen, ex cestista olandese
- 1984 - Lee Chung-ah, attrice sudcoreana
- 1984 - Eric Staal, hockeista su ghiaccio canadese
- 1985 - Roger Berruezo, attore e cantante spagnolo
- 1985 - Marius Burlacu, calciatore rumeno
- 1985 - Cal Crutchlow, pilota motociclistico britannico
- 1985 - Albert Español, pallanuotista spagnolo
- 1985 - Serdar Gözübüyük, arbitro di calcio olandese
- 1985 - Pineas Jacob, calciatore namibiano
- 1985 - Janet Montgomery, attrice britannica
- 1985 - Lacey Nymeyer, nuotatrice statunitense
- 1985 - Jerome Ramatlhakwane, calciatore botswano
- 1985 - Ximena Sariñana, cantante messicana
- 1985 - Vijender Singh, pugile indiano
- 1985 - Ol'ha Stefanišyna, politica ucraina
- 1986 - Mekana Barnes, ex pallavolista statunitense
- 1986 - Laurel Carter, ex sciatrice alpina statunitense
- 1986 - René Elshaug, giocatore di calcio a 5 e calciatore norvegese
- 1986 - One, fumettista giapponese
- 1986 - Evgenij Osipov, calciatore russo
- 1986 - Wallace Fernando Pereira, ex calciatore brasiliano
- 1986 - Italia Ricci, attrice canadese
- 1986 - Myriam Soumaré, ex velocista francese
- 1986 - Derek Theler, attore e modello statunitense
- 1986 - Tina Yuzuki, attrice e attrice pornografica giapponese
- 1986 - Yannick Zachée, ex cestista francese
- 1986 - The Leading Guy, cantautore italiano
- 1987 - Quincy Amarikwa, ex calciatore statunitense
- 1987 - Jodi Balfour, attrice sudafricana
- 1987 - José Eduardo Bischofe de Almeida, calciatore brasiliano
- 1987 - Cleopatra Coleman, attrice australiana
- 1987 - Alessia D'Ancona, calciatrice, allenatrice di calcio e ex giocatrice di calcio a 5 italiana
- 1987 - Andy Dalton, giocatore di football americano statunitense
- 1987 - Jessica Dubé, ex pattinatrice artistica su ghiaccio canadese
- 1987 - Ahmed Duiedar, calciatore egiziano
- 1987 - Fleur East, cantante e conduttrice radiofonica britannica
- 1987 - Wayne Ellington, ex cestista e allenatore di pallacanestro statunitense
- 1987 - David Gonzalvez, cestista statunitense
- 1987 - Tamir Kahlon, ex calciatore israeliano
- 1987 - Foday Kamara, ex calciatore sierraleonese
- 1987 - Rodrigo Mora, ex calciatore uruguaiano
- 1987 - Tove Lo, cantante, compositrice e attrice svedese
- 1987 - Andrei Patache, allenatore di calcio e ex calciatore rumeno
- 1987 - Maximiliano Rescia, giocatore di calcio a 5 argentino
- 1987 - Geoffrey Su'a, calciatore samoano americano
- 1987 - José Francisco Torres, calciatore statunitense
- 1987 - Lisa Weiß, ex calciatrice tedesca
- 1988 - Boris Alfaro, ex calciatore panamense
- 1988 - Cortez Allen, giocatore di football americano statunitense
- 1988 - Flavia Biondi, fumettista italiana
- 1988 - Igor Bratič, giocatore di calcio a 5 sloveno
- 1988 - Maria Giulia Ciucci, doppiatrice italiana
- 1988 - Ryan Cochrane, ex nuotatore canadese
- 1988 - Ana Foxxx, attrice pornografica statunitense
- 1988 - Florin Gardoș, ex calciatore rumeno
- 1988 - Sylvain Gbohouo, calciatore ivoriano
- 1988 - Ariajasuru Hasegawa, ex calciatore giapponese
- 1988 - Janoris Jenkins, giocatore di football americano statunitense
- 1988 - Jong Chol-min, calciatore nordcoreano
- 1988 - Aleksei Kangaskolkka, ex calciatore russo
- 1988 - Andy King, allenatore di calcio e ex calciatore gallese
- 1988 - Lee Ji-hoon, attore sudcoreano
- 1988 - Sebastian Mannström, calciatore finlandese
- 1988 - Kieran Murtagh, calciatore antiguo-barbudano
- 1988 - Dmitrij Musėrskij, pallavolista ucraino
- 1988 - Mario Paglialunga, ex calciatore argentino
- 1988 - Saladin Said, ex calciatore etiope
- 1988 - Nassima Saifi, atleta paralimpica algerina
- 1988 - Kayne Vincent, calciatore neozelandese
- 1988 - Võ Hoàng Yến, modella vietnamita
- 1989 - Karolina Czarnecka, cantante e attrice polacca
- 1989 - Irina Karamanos, antropologa, politologa e attivista cilena
- 1989 - Lorraine Lokoka, cestista della Repubblica Democratica del Congo
- 1989 - Mohammad Mustafa, calciatore giordano
- 1989 - Tope Obadeyi, calciatore inglese
- 1989 - Lay Raksmey, calciatore cambogiano
- 1989 - Primož Roglič, ciclista su strada e ex saltatore con gli sci sloveno
- 1989 - Leyla Lydia Tuğutlu, attrice e modella turca
- 1989 - Joel Ward, calciatore inglese
- 1989 - Kōsuke Yamamoto, calciatore giapponese
- 1990 - Luca Bittarello, ex pallanuotista e allenatore di pallanuoto italiano
- 1990 - Vanessa Crone, ex danzatrice su ghiaccio canadese
- 1990 - Plamen Dimov, calciatore bulgaro
- 1990 - Ferrão, giocatore di calcio a 5 brasiliano
- 1990 - Ender Inciarte, giocatore di baseball venezuelano
- 1990 - Dmitrij Kulikov, hockeista su ghiaccio russo
- 1990 - Mauricio Loffreda, calciatore uruguaiano
- 1990 - Maria Natalia Londa, lunghista e triplista indonesiana
- 1990 - Amarna Miller, ex attrice pornografica e attivista spagnola
- 1990 - Ben Proudfoot, regista, produttore cinematografico e sceneggiatore canadese
- 1990 - Eric Saade, cantante, conduttore televisivo e ballerino svedese
- 1990 - Carlson Young, attrice e regista statunitense
- 1990 - Tomasz Zieliński, sollevatore polacco
- 1991 - Veronica Ballestrini, cantante e musicista statunitense
- 1991 - Anita Blaze, schermitrice francese
- 1991 - John Bohannon, cestista statunitense
- 1991 - Chiara Carcano, personaggio televisivo e conduttrice radiofonica italiana
- 1991 - Tom Devriendt, ex ciclista su strada belga
- 1991 - Eben Etzebeth, rugbista a 15 sudafricano
- 1991 - Parris Goebel, danzatrice e coreografa neozelandese
- 1991 - Hugo Haak, ex pistard olandese
- 1991 - Grant Hall, calciatore inglese
- 1991 - Michael Hooper, rugbista a 15 australiano
- 1991 - Deon Hotto, calciatore namibiano
- 1991 - George Ikenne, calciatore nigeriano
- 1991 - Gyselle Silva, pallavolista cubana
- 1991 - Danilo Soares, calciatore brasiliano
- 1991 - Willy Stephanus, calciatore namibiano
- 1991 - Dmitrij Tarabin, giavellottista moldavo
- 1991 - Harry Tincknell, pilota automobilistico britannico
- 1991 - Ryōsuke Tone, ex calciatore giapponese
- 1991 - Nikita Zajcev, hockeista su ghiaccio russo
- 1992 - Colten Brewer, giocatore di baseball statunitense
- 1992 - Evan Fournier, cestista francese
- 1992 - Nick Frisby, rugbista a 15 australiano
- 1992 - Cornelia Hütter, sciatrice alpina austriaca
- 1992 - Juan Eduardo Lescano, calciatore argentino
- 1992 - Emīls Liepiņš, ciclista su strada lettone
- 1992 - Dmitrij Tichij, calciatore russo
- 1992 - Recep Topal, lottatore turco
- 1992 - Osman Menezes Venâncio Júnior, calciatore brasiliano
- 1993 - Tarek Abdelslam Sheble Mohamed, lottatore egiziano
- 1993 - Lijpe, rapper olandese
- 1993 - Alberto Bettiol, ciclista su strada italiano
- 1993 - Niccolò Bonifazio, ex ciclista su strada italiano
- 1993 - Jorge Franco Alviz, ex calciatore spagnolo
- 1993 - India Eisley, attrice statunitense
- 1993 - Treveon Graham, cestista statunitense
- 1993 - Andrija Kaluđerović, calciatore montenegrino
- 1993 - Betnijah Laney, cestista statunitense
- 1993 - Tayra Meléndez, cestista, allenatrice di pallacanestro e dirigente sportiva statunitense
- 1993 - Yanis Merdji, calciatore francese
- 1993 - Julián Montoya, rugbista a 15 argentino
- 1993 - Silas Müller, giocatore di football americano svizzero
- 1993 - Isaac Seumalo, giocatore di football americano statunitense
- 1993 - Aminath Shajan, ex nuotatrice maldiviana
- 1993 - Aleksandar Tomić, ex cestista sloveno
- 1993 - Camila Vezzoso, modella uruguaiana
- 1993 - Domagoj Vuković, cestista croato
- 1994 - Luke Fischer, cestista statunitense
- 1994 - Jesper Gustavsson, calciatore svedese
- 1994 - Lauretta Hanson, ciclista su strada australiana
- 1994 - Danielle Hunter, giocatore di football americano statunitense
- 1994 - Ilira, cantante svizzera
- 1994 - Ivan, cantante e musicista bielorusso
- 1994 - Lars Nieuwpoort, calciatore olandese
- 1994 - Samuel Prakel, mezzofondista statunitense
- 1994 - Gerald Takwara, calciatore zimbabwese
- 1995 - Kate Courtney, mountain biker statunitense
- 1995 - Christa Deguchi, judoka giapponese
- 1995 - Raissa Feudjio, calciatrice camerunese
- 1995 - Florian Flecker, calciatore austriaco
- 1995 - Keven Gomes, cestista capoverdiano
- 1995 - Taku Hiraoka, ex snowboarder giapponese
- 1995 - Ida Karstoft, velocista danese
- 1995 - VaVa, rapper cinese
- 1995 - Dani Newman, modella britannica
- 1995 - Dani Raba, calciatore spagnolo
- 1996 - Swapna Barman, multiplista indiana
- 1996 - Enrico Bearzotti, calciatore italiano
- 1996 - Nicolás Campisi, calciatore argentino
- 1996 - Melvyn Doremus, calciatore francese
- 1996 - Victoria Konefal, attrice statunitense
- 1996 - Loïc Meillard, sciatore alpino svizzero
- 1996 - Emilia Mernes, cantautrice, attrice e modella argentina
- 1996 - Modou N'Diaye, calciatore senegalese
- 1996 - Richard Neudecker, calciatore tedesco
- 1996 - Bailey Peacock-Farrell, calciatore nordirlandese
- 1996 - Jo Ellen Pellman, attrice statunitense
- 1996 - Ben Powers, giocatore di football americano statunitense
- 1996 - María Asunción Quiñones, calciatrice spagnola
- 1996 - Mikko Rantanen, hockeista su ghiaccio finlandese
- 1996 - Christina Schweinberger, ciclista su strada austriaca
- 1996 - Kathrin Schweinberger, ciclista su strada e pistard austriaca
- 1996 - Astrid S, cantante norvegese
- 1996 - Enur Totre, calciatore macedone
- 1996 - Edmílson Viegas, calciatore portoghese
- 1996 - Keiller da Silva Nunes, calciatore brasiliano
- 1997 - Rawle Alkins, cestista statunitense
- 1997 - Imerio Cima, ex ciclista su strada e pistard italiano
- 1997 - Giulia Crisantino, calciatrice italiana
- 1997 - Kate Eckhardt, canoista australiana
- 1997 - Raoul Giger, calciatore svizzero
- 1997 - Irina Kazakevič, biatleta russa
- 1997 - Darnell Mooney, giocatore di football americano statunitense
- 1997 - Kouat Noi, cestista sudsudanese
- 1997 - Juan Obregón, calciatore honduregno
- 1997 - Ilona Prokopevnjuk, lottatrice ucraina
- 1997 - Martin Salmon, ex ciclista su strada tedesco
- 1997 - Reuben Yem, calciatore nigeriano
- 1997 - Egas Cacintura, calciatore angolano
- 1998 - Gabriel Busanello, calciatore brasiliano
- 1998 - Colby Campbell, giocatore di football americano statunitense
- 1998 - Marija Charenkova, ginnasta russa
- 1998 - Abdoul Karim Danté, calciatore maliano
- 1998 - Charlie Jones, giocatore di football americano statunitense
- 1998 - Nicolas Maupas, attore italiano
- 1998 - Rafa Mújica, calciatore spagnolo
- 1998 - Lance Stroll, pilota automobilistico canadese
- 1999 - Gastón Arturia, calciatore argentino
- 1999 - Joel Burgos, calciatore portoricano
- 1999 - Tank Dell, giocatore di football americano statunitense
- 1999 - Mya Hollingshed, cestista statunitense
- 1999 - Grant Sherfield, cestista statunitense
- 1999 - Madi Williams, cestista statunitense
- 2000 - Ailama Cesé, pallavolista cubana
- 2000 - Dominik Oroz, calciatore croato
- 2000 - André Seruca, calciatore portoghese

## XXI secolo(24)
- 2001 - Antonio Johnson, giocatore di football americano statunitense
- 2001 - Dillon Jones, cestista statunitense
- 2001 - Adilson Malanda, calciatore francese
- 2001 - Gustavinho, calciatore brasiliano
- 2001 - Jonathan Mogbo, cestista statunitense
- 2001 - Arnau Ortiz, calciatore spagnolo
- 2001 - Bujar Pllana, calciatore kosovaro
- 2001 - Carlos Romero Serrano, calciatore spagnolo
- 2001 - Gabriel Tota, calciatore brasiliano
- 2002 - Doğan Alemdar, calciatore turco
- 2002 - Auguste Aulnette, sciatore alpino francese
- 2002 - Pavel Bittner, ciclista su strada e ciclocrossista ceco
- 2002 - Jordan Bos, calciatore australiano
- 2002 - Rodijs Mačoha, cestista lettone
- 2002 - Jesús Rivas, calciatore messicano
- 2002 - Ruel, cantautore australiano
- 2003 - Ruslan Chajlov, calciatore russo
- 2003 - Malthe Jakobsen, pilota automobilistico danese
- 2003 - Quinshon Judkins, giocatore di football americano statunitense
- 2004 - Ștefan Bană, calciatore rumeno
- 2004 - Alie Conteh, calciatore sierraleonese
- 2004 - Tom Rothe, calciatore tedesco
- 2005 - Kendra Giesbrecht, sciatrice alpina canadese
- 2005 - José Antonio Rueda, pilota motociclistico spagnolo